# Deportivo Italia (1948-2010)

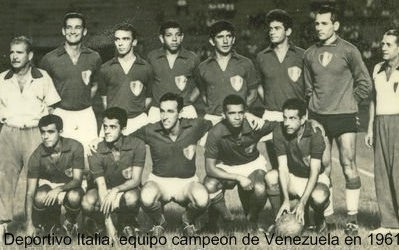
Deportivo Italia nel 1961, quando fu "Campeón de Venezuela"

Il Deportivo Italia (1948-2010) è stata una società calcistica venezuelana attiva dal 1948 al 2010, anno in cui cambiò nome in Deportivo Petare Fútbol Club. Nei suoi 62 anni di vita ha vinto cinque volte la Primera División Venezolana e tre volte la Copa de Venezuela, riuscendo anche nell'impresa di battere la squadra campione del Brasile nella Coppa dei Campioni sudamericana. Il periodo di massimo splendore del club si ebbe tra il 1958 e il 1978, durante la cosiddetta "era D'Ambrosio". Dal 1996 al 1998 la società assunse il nome di Deportivo Chacao Fútbol Club e dal 1998 al 2006 quello di Deportivo Italchacao Fútbol Club.

## Gli inizi
La squadra fu fondata a Caracas nell'agosto 1948 da un gruppo di immigrati italiani: Carlo Pescifeltri, Lorenzo Tommasi, Bruno Bianchi, Giordano Valentini, Samuel Rovatti, Angelo Bragaglia, Giovanni di Stefano, Alfredo Giuseppe Pane e Sacchi. Il Deportivo Italia già nel 1960 era la più importante squadra di calcio del Venezuela, popolarmente chiamata los azules (gli azzurri) per il colore della maglietta ispirata a quella della nazionale di calcio dell'Italia.
L'arrivo in Venezuela dopo la seconda guerra mondiale di centinaia di migliaia di europei fu uno dei motivi che portò alla nascita di squadre di calcio legate alle diverse colonie di immigrati. Così gli italiani fondarono il Deportivo Italia, i portoghesi il Deportivo Portuguesa, gli spagnoli della Galizia il Deportivo Galicia e gli immigrati dalle Canarie l'Unión Deportiva Canarias.
Dopo i primi anni di scarso successo, nel 1958, sotto la gestione dei fratelli D'Ambrosio, ebbe inizio il periodo d'oro degli azzurri, durato fino alla fine degli anni settanta: tra il 1961 e il 1972, il Deportivo Italia vinse un trofeo all'anno, a livello nazionale e/o internazionale.

## Era D'Ambrosio

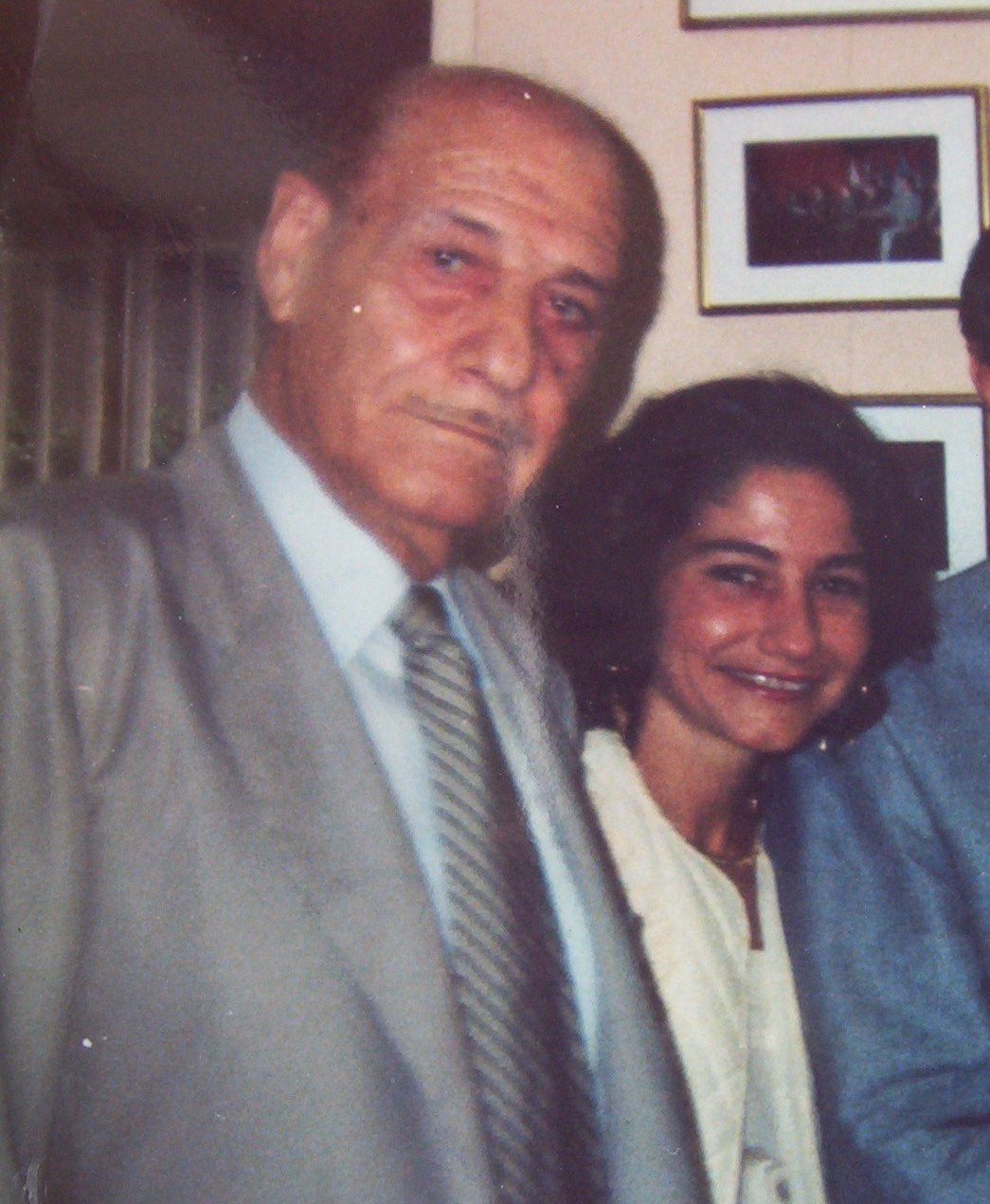
Pompeo D'Ambrosio

Nel 1958 Mino D'Ambrosio rilevò il Deportivo Italia e con l'aiuto del fratello Pompeo D'Ambrosio, che curava l'aspetto amministrativo e finanziario della squadra, portò gli azzurri ai massimi livelli del calcio venezuelano.
L'era D'Ambrosio, durata fino al 1978, è stata caratterizzata da quattro titoli nazionali e dal celebre Piccolo Maracanazo del 1971. Gli azzurri hanno anche vinto tre volte la Copa Venezuela nel 1961, 1962 e 1970 (oltre a vantare un secondo posto nel 1976).
Gli anni sessanta e settanta sono stati gli anni d'oro degli "azules", diventati campioni nazionali nel 1961, 1963, 1966 (con allenatore il famoso Orlando Fantoni) e nel 1972 e piazzatisi al secondo posto nel 1965, 1968, 1969, 1970 e 1971, oltre a vincere le già citate tre coppe venezuelane. In pratica ogni anno tra il 1961 e il 1972 il Deportivo Italia di Mino D'Ambrosio ha ottenuto un risultato importante, considerando anche le sue partecipazioni nella Copa Libertadores.
Sempre sotto la gestione D'Ambrosio in alcuni tornei amichevoli il Deportivo Italia ha vinto contro squadre europee blasonate (come il Milan nel 1968) ed è stata la prima squadra venezuelana a raggiungere il secondo turno della Coppa Libertadores nel 1964.

### Inizio nella Copa Libertadores
Il debutto del Venezuela nella Copa Libertadores de America avvenne per opera del Deportivo Italia nel 1964 dopo che gli azules si erano aggiudicati l'anno prima il campionato venezuelano. La richiesta di partecipare alla Confederazione sudamericana di calcio fu presentata da Tulio Carta. Dopo lunghe trattative fu deciso di includere la squadra venezuelana nella Copa Libertadores: al suo esordio avrebbe affrontato i brasiliani del Bahia, secondi classificati nel loro paese.
Per preparare al meglio l'incontro, Mino D'Ambrosio rinforzò la squadra con l'acquisto dei brasiliani Roberto dal Fluminense, difensore centrale, Zequinha dal Botafogo, ala tornante e Ferreira dal Madureira FC, attaccante. Le due partite di andata e ritorno si disputarono a Caracas a causa degli impegni assunti dal Bahia negli Stati Uniti ed in Europa.
La prima fu disputata l'8 marzo del 1964 e si concluse con un pareggio senza reti alla presenza di circa 20.000 spettatori nello Stadio Olimpico di Caracas. La seconda, disputata il 7 aprile 1964 sempre nello Stadio Olimpico di Caracas alla presenza di oltre 18.000 spettatori, finì 2-1 per il Deportivo Italia. I gol furono realizzati al 52º minuto da Jaime, ala sinistra del Deportivo Italia e realizzatore quindi del primo gol in assoluto di una squadra venezuelana nella Copa Libertadores, e da Elranildo, entrambi brasiliani.
Altri giocatori che disputarono tra le file del Deportivo Italia la Copa Libertadores de America del 1964 furono Fernando Fantoni, Adriano Linda, Benito Fantoni, Gustavo González, José "Papito" Gonzalez, Jaime, Danilo Marin, Fiho e l'italo-venezuelano Agostino Nitti

### Il famoso "Piccolo Maracanazo"
Un risultato storico per il calcio venezuelano si verificò quando il Deportivo Italia, campione venezuelano nella stagione 1971, sconfisse nello stadio Maracanã per 1-0 (con gol del difensore centrale Tenorio) il Fluminense del famoso Mário Zagallo, campione del Brasile.

Mino D'Ambrosio (a sinistra) con il Re Pele' celebrando il "Piccolo Maracanazo"

In quell'occasione il maggior quotidiano di Caracas, El Universal, scrisse:
Quella notte il Deportivo Italia, sotto la stessa supervisione di Mino D'Ambrosio, giocò la partita con Vito Fassano (italiano reclutato in Brasile) in porta, Carlos "Chiquichagua" Marín, Tenorio, Vincente Arrud e Freddie Ellie in difesa, Delman "Pito" Useche, Negri e Rui a centrocampo e Alcyr (sostituito da Bahia), Beto e Militello in attacco.
Santander Laya-Garrido, autore del libro "Los Italianos forjadores de la nacionalidad del Desarrollo Economico y en Venezuela", ha ricordato come da allora nessun'altra squadra di calcio del Venezuela ha ottenuto un risultato simile in campo internazionale: il Piccolo Maracanazo resta la più grande vittoria internazionale a livello di club nella storia professionistica del Venezuela.

## Italchacao
Dopo la prematura scomparsa di Mino D'Ambrosio avvenuta nel 1980, compianto da tutta la comunità italiana del Venezuela, il Deportivo Italia non è riuscito a mantenere la leadership del calcio venezuelano ottenendo solo un modesto secondo posto nel 1984.
Nel luglio del 1996, la squadra italo-venezuelana cadde in una profonda crisi economica tanto da essere costretta a vendere il suo franchising durante un accordo bilaterale con il sindaco di Chacao, quartiere di Caracas. Successivamente il sindaco di Chacao Irene Sáez ed il presidente del Deportivo Italia, Eligio Restifo, grazie all'intervento di Jaime Meier e del Ministro dello Sport del Brasile (Edson Arantes Do Nascimento, in arte Pelé), entrarono in trattative con i dirigenti della Parmalat di San Paolo. La multinazionale italiana, dopo aver studiato il caso, decise di investire nel calcio venezuelano dando vita, nell'agosto del 1996, al "Football Club Deportivo Chacao".
Nell'agosto 1998, con delibera congiunta dei consigli di amministrazione di Parmalat, dell'Associazione Italiana Deportivo Italia e del Deportivo Chacao FC, si decise di cambiare il nome della società in Football Club Deportivo Italchacao, s.a. al fine di preservarne i colori, gli stemmi e gli oltre 50 anni di storia.
L'Italchacao è diventato campione del Venezuela nella stagione 1998-1999 dopo aver battuto il Deportivo Táchira Fútbol Club 5-1 a Caracas e 2-1 a San Cristóbal, aggiungendo così un'altra stella alle quattro vinte dal Deportivo Italia, qualificandosi al torneo Pre-Libertadores 1999 e affrontando all'esordio club messicani.
Nella successiva stagione 1999-2000, l'Italchacao è arrivato secondo nel campionato nazionale, qualificandosi di nuovo alla Pre-Libertadores 2000 del torneo e sempre affrontando club messicani (ma venendo subito eliminato).
Nella stagione 2000-2001, il Deportivo Italchacao si è guadagnato il diritto di rappresentare il Venezuela nella "Copa Club Merconorte 2001". La squadra italo-venezuelana ha affrontato il Guadalajara (Messico), il Millonarios di Bogotà (Colombia) e i MetroStars di New York (Stati Uniti): pur vincendo 4 delle 6 partite (con forfait del Guadalajara) nel gruppo B, l'Italchacao è stato eliminato dal Millonarios a causa della differenza reti.
Nel gruppo B della Coppa Merconorte del 2001, si sono registrati i seguenti risultati:
| Squadre (gruppo B)   | Punti | Part. | V | P | S | GF | GS | GD | Partite con il Deportivo Italchacao                     |
| -------------------- | ----- | ----- | - | - | - | -- | -- | -- | ------------------------------------------------------- |
| Millonarios          | 12    | 6     | 4 | 0 | 2 | 10 | 7  | +3 | Millonarios 5:0 Italchacao Italchacao 3:0 Millonarios   |
| Deportivo Italchacao | 12    | 6     | 4 | 0 | 2 | 9  | 8  | +1 |                                                         |
| MetroStars           | 9     | 6     | 3 | 0 | 3 | 8  | 5  | +3 | MetroStars 2:0 Italchacao Italchacao 2:1 MetroStars     |
| C.D. Guadalajara     | 3     | 6     | 1 | 0 | 5 | 3  | 10 | −7 | Guadalajara forf. Italchacao Italchacao 2:0 Guadalajara |

Tra i giocatori che hanno militato tra le sue file dagli anni novanta fino ad oggi vale la pena ricordare Manuel Sanhouse, Gilberto Angelucci, Ailton Da Silva, Rogerio Pereira, Ruben Forestello, Giovanni Perez, Héctor Pablo Bidoglio, Rubén Yori, Emilio Rentería, Alejandro Cichero e Félix José Hernández. Tra gli idoli dei suoi tifosi vanno infine ricordati Leopoldo Jiménez, Daniel Dieci, Vicente Suanno e Cristian Cásseres.

## Il ritorno del Deportivo Italia
Nella stagione 2006/2007 la squadra tornò al suo nome originale Deportivo Italia Fútbol Club. Ma nella successiva stagione 2007/2008, quando era al sesto posto, si ebbe un importante cambio di dirigenza: il consiglio di amministrazione alla fine della campagna acquisti girò il controllo degli azzurri al venezuelano Mario Hernández Cova.
Nel 2008, sotto la direzione di Eduardo Saragó, il Deportivo Italia vinse il "Torneo Apertura", battendo l'Aragua FC (0-2) il 30 novembre e qualificandosi per la Copa Libertadores del 2010.
Nella stagione 2009/2010 ottenne il terzo posto garantendosi la partecipazione alla "Pre-Libertadores" 2011. Anche nel Torneo "Clausura 2010", la squadra degli "Azules" ottenne buoni risultati.
Il Deportivo Italia ha cambiato nome in Deportivo Petare nell'estate del 2010 ma vi è un contenzioso in corso a causa della forte opposizione della comunità italiana di Caracas.
Il 9 gennaio 2023, il Deportivo Petare cambiò il suo nome in Deportivo Miranda.

## Deportivo Italia nella "Copa Libertadores"
Il Deportivo Italia -nell'epoca d'oro della gestione D'Ambrosio- partecipò sette volte alla Copa Libertadores, nella seguente maniera:
- Qualificazioni: Quarti (1969) e Primo Turno (1964, 1966, 1967, 1971, 1972 e 1985).
- Più famosa vittoria: 03/03/1971 (a Rio de Janeiro/Maracanã) D. Italia 1:0 Fluminense (Campione del Brasile), con rete di M. Tenorio.
- Migliore vittoria casalinga: 05/03/1969 (a Caracas) D. Italia 2:0 Unión Magdalena (Colombia), con reti di Maravic and Nitti.
- Migliore vittoria esterna: 01/03/1966 (a Lima) D. Italia 2:1 Alianza Lima (Peru), con 2 reti di Zeica.
- Migliore attuazione: Quarti nella Copa Libertadores del 1969.[12]

### Partite
Le partite fatte dal Deportivo Italia nella "Libertadores" sono (tra parentesi i giocatori che hanno segnato):
Copa Libertadores del 1964 (come Campione del Venezuela)
Preliminarie: 03/04/64 (in Caracas) D. Italia 0:0 Bahia
Preliminarie: 07/04/64 (in Caracas) D. Italia 2:1 Bahia (Jaime, Iranildo)
Primo Turno: 03/05/64 (in Guayaquil) D. Italia 1:0 Barcelona (Zequinha)
Primo Turno: 07/05/64 (in Santiago del Cile) D. Italia 0:4 Colo Colo
Primo Turno: 17/05/64 (in Caracas) D. Italia 1:2 Colo Colo (Jaime)
Primo Turno: 24/05/64 (in Caracas) D. Italia 0:3 Barcelona
Copa Libertadores del 1966 (come vicecampione del Venezuela)
Primo Turno: 05/02/66 (in Caracas) D. Italia 1:1 Lara (A. Nitti)
Primo Turno: 09/02/66 (in Caracas) D. Italia 2:2 Universitario (Zeica, Tacoronte)
Primo Turno: 12/02/66 (in Caracas) D. Italia 3:1 Alianza Lima (Tacoronte, Zeica, Nitti)
Primo Turno: 17/02/66 (in Caracas) D. Italia 0:3 River Plate
Primo Turno: 23/02/66 (in Caracas) D. Italia 1:2 Boca Juniors (Vicente)
Primo Turno: 01/03/66 (in Lima) D. Italia 2:1 Alianza Lima (Zeica, 2 goal)
Primo Turno: 08/03/66 (in Buenos Aires) D. Italia 2:5 Boca Juniors (Nitti, 2 goal)
Primo Turno: 10/03/66 (in Buenos Aires) D. Italia 1:2 River Plate (Nitti)
Primo Turno: 13/03/66 (in Lima) D. Italia 2:1 Universitario (Nitti, Tacoronte)
Primo Turno: 17/03/66 (in Caracas) D. Italia 1:0 Lara (A. Nitti)
Copa Libertadores del 1967 (come Campione del Venezuela)
Primo Turno: 11/02/67 (in Caracas) D. Italia 1:0 D.Galicia (Elmo)
Primo Turno: 22/02/67 (in Caracas) D. Italia 0:3 Cruzeiro
Primo Turno: 11/03/67 (in Lima) D. Italia 0:3 Universitario
Primo Turno: 15/03/67 (in Lima) D. Italia 2:5 Sport Boys (Dirceu, Cazorla: autogoal)
Primo Turno: 20/03/67 (in Belo Horizonte) D. Italia 0:4 Cruzeiro
Primo Turno: 25/03/67 (in Lima) D. Italia 0:0 Sport Boys
Primo Turno: 28/03/67 (in Lima) D. Italia 0:1 Universitario
Primo Turno: 19/04/67 (in Caracas) D. Italia 0:0 D.Galicia
Copa Libertadores del 1969 (come vice-campione del Venezuela)
Primo Turno: 23/02/69 (in Caracas) D. Italia 2:0 U.D.Canarias (Mateo, Nitti)
Primo Turno:01/03/69 (in Caracas) D. Italia 2:1 Deportivo Cali (M. Mateo, 2 goal)
Primo Turno: 05/03/69 (in Caracas) D. Italia 2:0 Unión Magdalena (Maravic, Nitti)
Primo Turno: 09/03/69 (in Caracas) D. Italia 1:1 U.D.Canarias (Maravic)
Primo Turno: 13/03/69 (in Cali) D. Italia 0:3 Deportivo Cali
Primo Turno: 16/03/69 (in Santa Marta) D. Italia 0:3 Unión Magdalena
Quarti: 27/03/69 (in Caracas) D. Italia 0:0 Cerro Porteño
Quarti: 31/03/69 (in Asunción) D. Italia 0:1 Cerro Porteño
Quarti: 04/04/69 (in Santiago) D. Italia 0:4 Universidad Católica
Quarti: 15/04/69 (in Caracas) D. Italia 3:2 Universidad Católica (Alvez, Adair 2 goal)
Copa Libertadores del 1971 (come vice-campioni del Venezuela)
Primo Turno: 31/01/71 (in Caracas) D. Italia 3:3 D.Galicia (Beto, Militello 2 goal)
Primo Turno: 10/02/71 (in Caracas) D. Italia 0:3 Palmeiras
Primo Turno: 17/02/71 (in Caracas) D. Italia 0:6 Fluminense
Primo Turno: 25/02/71 (in San Paolo) D. Italia 0:1 Palmeiras
Primo Turno: 03/03/1971 (in Rio de Janeiro) D. Italia 1:0 Fluminense (Tenorio)
Primo Turno: 14/03/71 (in Caracas) D. Italia 3:2 D.Galicia (Alcyr, Negri, Useche)
Copa Libertadores del 1972 (come vice-campione del Venezuela)
Primo Turno: 13/02/72 (in Valencia) D. Italia 1:1 Valencia (Rui)
Primo Turno: 19/02/72 (in Caracas) D. Italia 0:1 Peñarol
Primo Turno: 04/03/72 (in Caracas) D. Italia 2:0 Valencia (M.Mateo, 2 goal)
Primo Turno: 12/03/72 (in Montevideo) D. Italia 1:5 Peñarol (Alcyr)
Copa Libertadores del 1985 (come vice-campione del Venezuela)
Primo Turno: 10/03/85 (in San Cristóbal) D. Italia 0:0 D.Táchira
Primo Turno: 17/03/85 (in Caracas) D. Italia 0:3 Blooming
Primo Turno: 21/03/85 (in Caracas) D. Italia 0:3 Oriente Petrolero
Primo Turno: 24/03/85 (in Caracas) D. Italia 1:3 D.Táchira (Zé Luis)
Primo Turno: 04/04/85 (in Santa Cruz) D. It. 1:3 Oriente Petrolero (Carlos Alberto)
Primo Turno: 07/04/85 (in Santa Cruz) D. Italia 0:8 Blooming

### Dopo l'Era D'Ambrosio
Dopo l'era D'Ambrosio i risultati del Deportivo Italia non furono alla stessa altezza internazionalmente. Come "Deportivo Italchacao" fu subito eliminato negli incontri preliminari del Torneo Pre-Libertadores del 2000 e 2001, contro squadre messicane (Atlante, CF America, Atlas, Cruz Azul) a Città del Messico e Guadalajara
Solo nella Copa Libertadores del 2010 la squadra degli Italo-venezuelani (nuovamente con il nome originale "Deportivo Italia") fu capace di arrivare al secondo turno di questa Coppa della CONMEBOL sudamericana. Ma gli "Azzurri" riuscirono solo a pareggiare 2 a 2 a Caracas con il Cruzeiro del Brasile, grazie alle reti di Blanco e McIntosh nel gruppo 7 del secondo turno.
Il Deportivo Italia è stato eliminato nell'aprile 2010 con questi risultati:
| Squadre (Gruppo 7) | Partite | V | P | S | GF | GS | GD | Punti |
| ------------------ | ------- | - | - | - | -- | -- | -- | ----- |
| Vélez Sársfield    | 6       | 4 | 1 | 1 | 10 | 5  | +5 | 13    |
| Cruzeiro           | 6       | 3 | 2 | 1 | 12 | 6  | +6 | 11    |
| Colo-Colo          | 6       | 2 | 2 | 2 | 8  | 10 | −2 | 8     |
| Deportivo Italia   | 6       | 0 | 1 | 5 | 4  | 13 | −9 | 1     |

|                  | COL | CRU | ITA | VÉL |
| ---------------- | --- | --- | --- | --- |
| Colo-Colo        | –   | 1–1 | 1–0 | 1–1 |
| Cruzeiro         | 4–1 | –   | 2–0 | 3–0 |
| Deportivo Italia | 2–3 | 2–2 | –   | 0–1 |
| Vélez Sársfield  | 2–1 | 2–0 | 4–0 | –   |